# Kontrmarsz

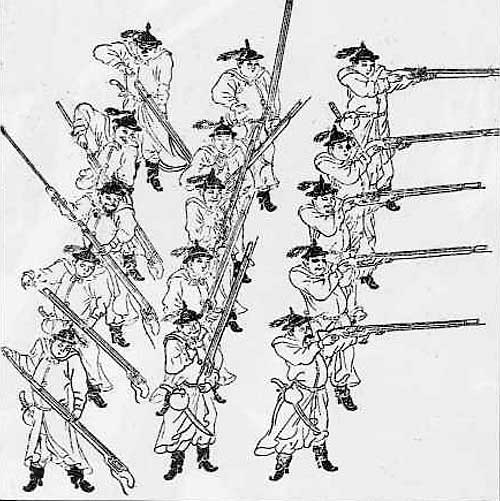
Chińscy muszkieterzy, prowadzący ogień w taktyce kontrmarszu (XVII w.)

Kontrmarsz – pojęcie z dziedziny wojskowości, oznaczające taktykę salwowego prowadzenia ognia kolejnymi szeregami lub sposób przemieszczania się pododdziałów w celu przegrupowania. 

## Kontrmarsz (prowadzenie ognia)
Kontrmarsz jako forma prowadzenia ognia, stosowany był powszechnie przez piechotę w XVI i XVII wieku. Został pierwotnie wprowadzony przez Hiszpanów w 1516 r., a w XVII w. znacząco udoskonalony przez Maurycego Orańskiego.
Polegał na salwowym oddawaniu strzałów przez kolejne szeregi strzelców, zgrupowanych w ciasnym szyku. Najczęściej pierwszy szereg występował przed formację na ok. 10 kroków na przód, oddawał salwę a następnie powracał przez załamanie między szeregami na tył formacji w celu naładowania broni. W tym czasie ogień oddawał już następny szereg, a po nim następny analogicznie wycofując się na tył itd. Przy ówcześnie używanej broni strzeleckiej (muszkiety, arkebuzy) cechującej się bardzo niską szybkostrzelnością, kontrmarsz pozwalał na zachowanie ciągłości ognia. Powodzenie tej taktyki wymagało jednak dobrego wyszkolenia i zdyscyplinowania żołnierzy, co spopularyzowało musztrę i włączenie podoficerów do kierowania ogniem. 
Zbliżony do kontrmarszu sposób prowadzenia ognia przez kawalerię nosi nazwę karakolu.

## Kontrmarsz (przegrupowanie)
W kontekście marszu termin ten oznacza przemieszczanie się żołnierzy w kierunku przeciwnym do poprzedniego. Manewr stosowany najczęściej podczas przegrupowywania w obliczu zmiany położenia taktycznego lub strategicznego. Współcześnie termin już nie stosowany.